# Leopold Eichelberg

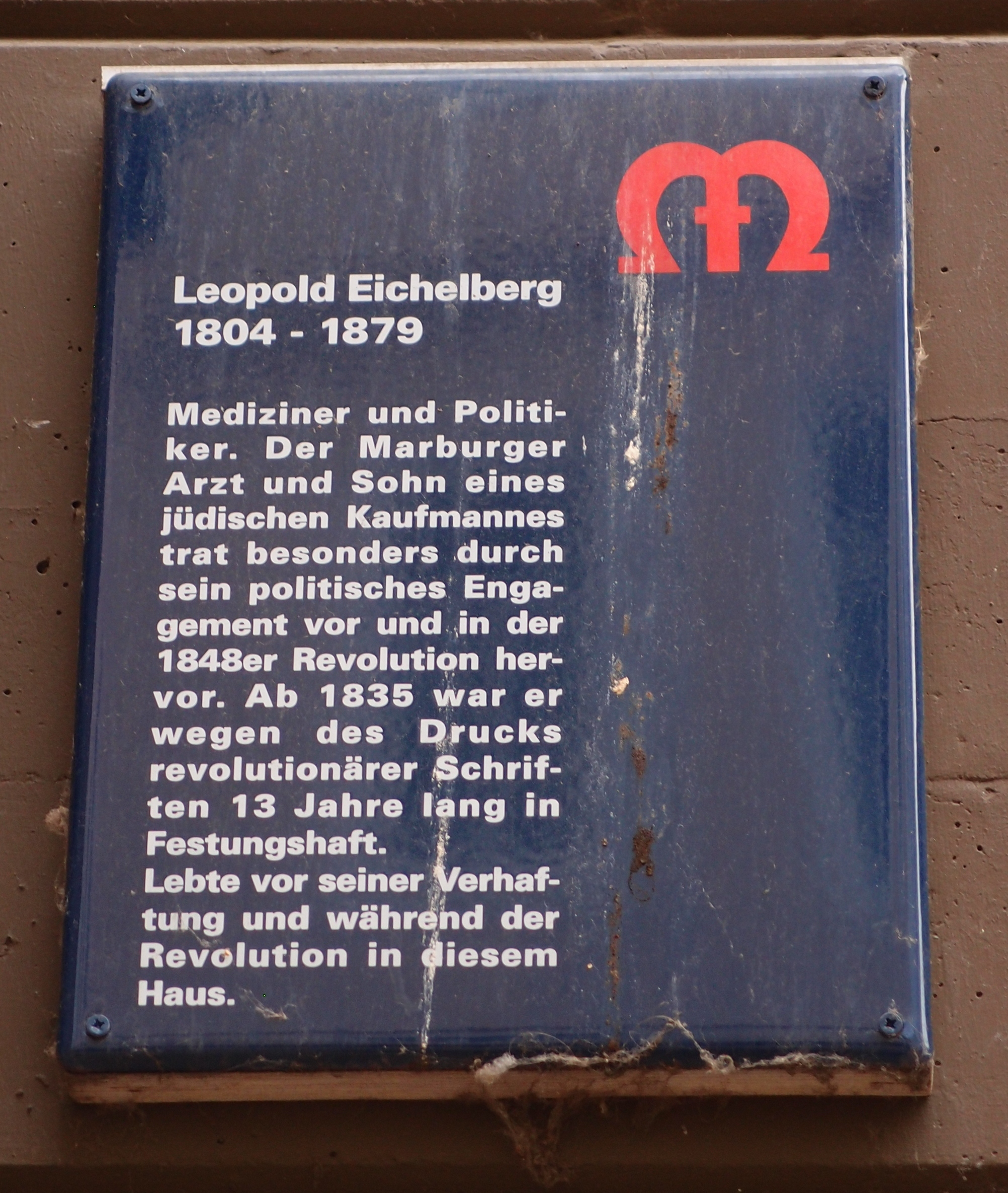
Gedenktafel für Leopold Eichelberg, Marburg, Barfüßerstraße 40

Leopold Eichelberg (* 24. Juni 1804 in Marburg; † 11. März 1879 ebenda) war ein deutscher Mediziner und politischer Aktivist.
Eichelberg wurde als Sohn eines jüdischen Kaufmanns geboren. Nach seiner Ausbildung war er in Marburg als praktischer Arzt und Privatdozent tätig. Der liberaldemokratisch gesinnte Eichelberg unterstützte 1834 maßgeblich die Verbreitung von Georg Büchners Hessischen Landboten, indem er die Flugschrift in Marburg in einer Auflage von 400 Exemplaren nachdruckte. Dafür wurde er am 12. September 1837 zu langjähriger Festungshaft verurteilt. 
Die so genannte November-Fassung des Landboten war von Eichelberg vor der Veröffentlichung verändert worden: Um die Liberalen nicht zu verärgern, schwächte er die Kritik am Landtag und den Verfassungen der deutschen Fürstentümer ab. In der Einleitung strich er den bereits im Juli von Friedrich Ludwig Weidig abgeschwächten Ausdruck der „Vornehmen“, er schreibt von „Fürsten und Großen“.
Während der Revolution 1848 gründete er in Marburg den Verein der reinen Republikaner.